# Culebrita
Isla Culebrita es el nombre de una pequeña isla o cayo perteneciente al archipiélago del municipio de Culebra, Puerto Rico. Está localizada frente a la costa oriental de este pueblo junto al Cayo Botella en el parte noroeste, formando parte del barrio Fraile, uno de los 5 en los que se divide Culebra. Se trata de una reserva natural y el sitio donde se encuentra uno de los faros más antiguos en el Caribe. La isla es accesible solamente por barco privado desde la principal isla de Culebra.

## Historia
La construcción del Faro Culebrita comenzó el 25 de septiembre de 1882, y fue terminada el 25 de febrero de 1886. La Corona española construyó el faro para ayudar a proteger sus derechos sobre la principal isla de Culebra. Es el faro fuera del territorio continental más oriental de Puerto Rico. Sirve como guía de navegación a través del Paso Virgen.
Fue uno de los faros más antiguos que operan en el Caribe hasta 1975 cuando la Marina de los EE. UU. y la Guardia Costera finalmente cerró la planta. Los guardacostas de Estados Unidos ha sustituido el faro con un faro de luz de energía solar.
El Faro de Culebrita fue inscrito en el Registro Nacional de EE. UU. de Lugares Históricos el 22 de octubre de 1981. Sin embargo, no se ha trabajado para mantener la instalación. En 1989, el huracán Hugo causó grandes daños, y la torre fue destruida por el huracán Marilyn en 1995. La Fundación de Culebra, a partir de 1994, ha tratado de atraer la atención local y federal para salvar el faro, pero han tenido poco éxito. El faro se encuentra en peligro de colapsar.

## Geografía
Culebrita es una isla de coral de aproximadamente 1 milla de longitud. Posee piscinas de marea con la vida marina pequeña durante la marea baja.
Hay seis playas en Culebrita, la principal es Playa Tortuga esta recibe ese nombre por las tortugas marinas que utilizan la playa para sus crias. Las otras dos playas grandes son Trash y Playa Oeste. Playa Trash se encuentra en el lado  este de la isla y los residuos suele ser quemados en la playa.
El Arrecife Culebrita se encuentra en la costa sur de la isla.